# Parribacus antarcticus
Parribacus antarcticus is een tienpotigensoort uit de familie van de Scyllaridae. De wetenschappelijke naam van de soort is voor het eerst geldig gepubliceerd in 1793 door Lund.